# Деян (Китай)
Деян (кит. спр. 德阳市, піньїнь: Déyáng Shì) — місто-округ в китайській провінції Сичуань. 

## Географія
Деян розташовується у центрально-східній частині провінції.

### Клімат
Місто знаходиться у зоні, котра характеризується вологим субтропічним кліматом. Найтепліший місяць — липень із середньою температурою 25.8 °C (78.4 °F). Найхолодніший місяць — січень, із середньою температурою 5.8 °С (42.4 °F).
| Клімат Деяна            | Клімат Деяна | Клімат Деяна | Клімат Деяна | Клімат Деяна | Клімат Деяна | Клімат Деяна | Клімат Деяна | Клімат Деяна | Клімат Деяна | Клімат Деяна | Клімат Деяна | Клімат Деяна | Клімат Деяна |
| Показник                | Січ.         | Лют.         | Бер.         | Квіт.        | Трав.        | Черв.        | Лип.         | Серп.        | Вер.         | Жовт.        | Лист.        | Груд.        | Рік          |
| Середня температура, °C | 5,8          | 7,5          | 12           | 17,1         | 21,6         | 24,1         | 25,8         | 25,7         | 21,7         | 17,5         | 12,1         | 7,2          | 16,5         |
| Норма опадів, мм        | 8.5          | 11.5         | 22.5         | 51.5         | 86           | 113.4        | 232.2        | 213.9        | 144.2        | 47.2         | 19.3         | 6.6          | 956.8        |
| Днів з опадами          | 8,4          | 8            | 10,6         | 13,4         | 15,5         | 15,7         | 16           | 14,6         | 16,8         | 16,4         | 10,3         | 7,8          | 153,5        |
| Вологість повітря, %    | 76.6         | 74.9         | 72.7         | 72.3         | 72.3         | 76.6         | 80.2         | 78.5         | 81.2         | 81.6         | 80.1         | 79.5         | 77.2         |
| ----------------------- | ------------ | ------------ | ------------ | ------------ | ------------ | ------------ | ------------ | ------------ | ------------ | ------------ | ------------ | ------------ | ------------ |
| Джерело: Weatherbase    |              |              |              |              |              |              |              |              |              |              |              |              |              |

## Адміністративний поділ
Префектура поділяється на 2 райони, 3 міста та 1 повіт:
| Карта                                              | Карта    | Карта    | Карта            |
| -------------------------------------------------- | -------- | -------- | ---------------- |
| ① Мяньчжу Лоцзян Цзін'ян Гуанхань Чжунцзян ① Шифан |          |          |                  |
| Статус                                             | Назва    | Оригінал | Населення (2020) |
| Район                                              | Лоцзян   | 罗江区   | 209 088          |
| Район                                              | Цзін'ян  | 旌阳区   | 828 189          |
| Місто                                              | Гуанхань | 广汉市   | 626 132          |
| Місто                                              | Мяньчжу  | 绵竹市   | 439 958          |
| Місто                                              | Шифан    | 什邡市   | 406 775          |
| Повіт                                              | Чжунцзян | 中江县   | 946 019          |